# Bidueiral de Montederramo
El Abedular de Montederramo o de Gabín es un espacio natural catalogado como zona especial de conservación (ZEC) que comprende el nacimiento de los ríos Arnoia, Limia y Támega al pie de la sierra de San Mamede, que se encuentra en la zona occidental del Macizo Central Orensano. Está en los municipios de Montederramo y Villar de Barrio.
Este espacio natural pretende conservar uno de los abedulares gallegos mejor conservados y ser un punto de transición entre los bosques de vegetación eurosiberiana y mediterránea en el noroeste peninsular. Destacan en la ZEC los hábitats rocosos, cuevas y turberas activas, así como los brezales de Erica ciliaris y Erica tetralix, y la presencia de 12 especies de alto interés de protección.

## Geografía
La ZEC se encuentra entre las tierras de Caldelas y La Limia y ocupa mayoritariamente las parroquias de Paredes y Gabín de Montederramo y una zona menor de Rebordechau en Vilar de Barrio. Dentro del espacio está el lugar de O Teixedo y casi dentro de él A Ferrería, lugares de Gabín.
Tiene los arroyos de Corgo Figueiro y Corgo de Valdemiotos o Torneiros, que desembocan fuera del espacio en el río de Queixa; y la cuenca del Corgo das Aguzadeiras, que desemboca en el río Mao, y las cabeceras del río Mao.

## Flora y fauna

### Flora
Este espacio está formado principalmente por brezos, como Erica ciliaris y Erica tetralix, y bosques autóctonos, con una parte relativamente importante de bosque de abedules (Betula).
La mayor superficie de los bosques es la de los robles Quercus robur y Quercus pyrenaica. A los robles les sigue en extensión el acebo (Ilex aquifolium), mezclado entre los abedules. Los alisos (Alnus glutinosa) y los fresnos (Fraxinus excelsior) dominan las riberas.
En los prados destacan las formaciones de múltiples especies de Nardus. Las áreas de turberas y cuevas también están presentes en el bosque de abedules.
Las especies de flora que están presentes en el catálogo gallego de especies amenazadas son:
| Especie               |
| --------------------- |
| Narcissus asturiensis |

### Fauna
Las especies de mayor interés en la zona en cuanto a su conservación son la lagartija de la sierra (Iberolacerta monticola) y el lagarto de las silvas (Lacerta schreiberi), las aves gatafornela (Circus cyaneus) y la tartaraña gris (Circus pygargus) y los murciélagos grande de herradura (Rhinolophus ferrumequinum) y pequeños de herradura (Rhinolophus hipposideros).
Otras aves de interés en la zona son los azores (Accipiter gentilis), los gobios (Accipiter nisus), el charrán gris (Circus pygargus), el águila calva (Circaetus gallicus), las lechuzas o el zampullín azul (Sitta europaea).
Entre los mamíferos de interés para la conservación se encuentran el gato montés (Felis silvestris), el lobo (Canis lupus) y varias especies de armiños, en particular la Mustela erminea.
Las especies de fauna que están presentes en el catálogo gallego de especies amenazadas son:
| Grupo         | Especie                   |
| ------------- | ------------------------- |
| Invertebrados | Cerambyx cerdo            |
| Invertebrados | Geomalacus maculosus      |
| Invertebrados | Lucanus cervus            |
| Peces         | Chondrostoma polylepis    |
| Peces         | Rutilus arcasii           |
| Réptiles      | Lacerta monticola         |
| Réptiles      | Lacerta schreiberi        |
| Mamíferos     | Galemys pyrenaicus        |
| Mamíferos     | Lutra lutra               |
| Mamíferos     | Rhinolophus ferrumequinum |
| Mamíferos     | Rhinolophus hipposideros  |

## Cultura

### Leyendas
Esta fraga alberga una leyenda popular ya que, según esta, fue el escenario elegido por Romasanta, el hombre lobo, para cometer diversos crímenes. Manuel Blanco Romasanta, más conocido como “el ungido”, confesó a finales del siglo XIX que a raíz de una maldición se convirtió en un hombre lobo que salía en las noches de luna llena. Esto dio origen a la leyenda que se desató en este bosque, por ser el único caso documentado de licantropía en España.

### Turismo
Dentro del Bidueiral de Montederramo se puede completar un itinerario de 22 km donde la dificultad solo existe en los dos últimos kilómetros, ya que nos encontramos con un desnivel de 250 metros.

La ruta comienza en un pequeño pueblo de Gabín, Montederramo, que nos lleva al Bidueiro a través de una pista transitable por vehículos. La ruta PR-G 182, o Ruta del Bidueiro de Gabín, comienza en el sitio de Campo do Casar. Consta de 9 kilómetros por el interior de la fraga, donde al final se encuentra un edificio eclesiástico.

### Otros artículos
- Macizo Central Orensano
- Sierra de San Mamede

- Esta obra contiene una traducción total derivada de «Bidueiral de Montederramo» de Wikipedia en gallego, concretamente de esta versión, publicada por sus editores bajo la Licencia de documentación libre de GNU y la Licencia Creative Commons Atribución-CompartirIgual 4.0 Internacional.

- Datos: Q65275344